# Lois Alston
Lois Alston (* 1931, geborene Lois Smedley) ist eine ehemalige US-amerikanische Badmintonspielerin. Sie war verheiratet mit Joe Alston.

## Karriere
Lois Alston gewann national zwei US-amerikanische und vier kanadische Titel. Bei den All England 1956 und 1957 konnte sie bis ins Halbfinale vordringen.

## Erfolge
| Saison | Veranstaltung                                        | Disziplin   | Platz | Name                                |
| ------ | ---------------------------------------------------- | ----------- | ----- | ----------------------------------- |
| 1953   | US Open                                              | Mixed       | 1     | Joe Alston / Lois Alston            |
| 1954   | US Open                                              | Mixed       | 1     | Joseph Cameron Alston / Lois Alston |
| 1956   | All England                                          | Dameneinzel | 3     | Lois Alston                         |
| 1957   | All England                                          | Dameneinzel | 3     | Lois Alston                         |
| 1960   | Kanada: Einzelmeisterschaften                        | Damendoppel | 1     | Lois Alston / J. J. Armendariz      |
| 1960   | Canadian Open                                        | Damendoppel | 1     | Lois Alston / J. J. Armendariz      |
| 1960   | Kanada: Nationale und Internationale Meisterschaften | Damendoppel | 1     | Lois Alston / J. J. Armendariz      |
| 1968   | Canadian Open                                        | Mixed       | 1     | Sangob Rattanusorn / Lois Alston    |